# Ypsolopha atrobrunnella
Ypsolopha atrobrunnella là một loài bướm đêm thuộc họ Ypsolophidae. Loài này có ở phần phía nam của vùng Viễn Đông Nga và đông bắc Trung Quốc.
Chiều dài cánh trước là 8.1–8.4 mm.
Ấu trùng ăn các loài Crataegus maximowiczii và Pyrus.